# Bałto-Iwanowka
Bałto-Iwanowka (ros. Балто-Ивановка) – wieś (ros. деревня, trb. dieriewnia) w Baszkirii w rejonie dawlekanowskim należąca do szestajewskiego sielsowietu. 1 stycznia 2009 wieś zamieszkiwało 61 osób, z których 43% stanowili Rosjanie.